# Mote con huesillos
El mote con huesillos es una bebida tradicional chilena sin alcohol, principalmente de la zona central del país, que se compone de una mezcla de jugo acaramelado de durazno, con mote de trigo y duraznos deshidratados, llamados huesillos.
El mote con huesillos más grande de Chile ha sido registrado en la ciudad de Osorno, en el sector de Francke, el 23 de enero de 2008. Este consistió en 500 litros de la bebida, preparados a partir de 65 kg de huesillos, 60 kg de mote y 50 kg de azúcar.

## Descripción
El refresco se obtiene a partir de la rehidratación y cocción en agua con canela de los huesillos. El color característico se debe al caramelo de azúcar que se añade. Variaciones incluyen una cáscara de naranja y clavo de olor. Se sirve en un vaso alto añadiendo mote cocido.
Cuando el huesillo es sin semilla, cuesco, hueso o carozo, se les llama descarozados. También en algunas ocasiones se le suele poner ciruelas deshidratadas, pero esta versión es menos consumida. Otra opción moderna es usar duraznos en conserva. Ambos productos corresponden a un clima mediterráneo como el del centro de Chile. Antiguamente se podía sustituir el azúcar por miel. Se sirve en un vaso, acompañado de una cuchara para sacar el mote y/o partir en trozos el huesillo para comerlo. Algunas veces se endulza con chancaca (panela).

## Consumo

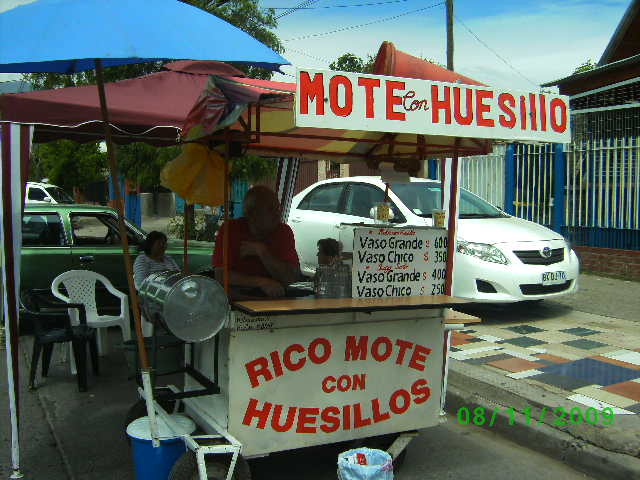
Vendedor de mote con huesillos.

Por lo general se vende en stands, puestos o carritos, en las calles de la zona central y también en el norte y sur del país, y es una bebida muy popular en el verano y en las Fiestas Patrias. En enero de 1954 se estimaba que en Santiago se consumían alrededor de 20 000 litros diarios de mote con huesillos.
El local más conocido por la elaboración de esta bebida en Santiago es «El Rey del Mote con Huesillos», fundado en 1933 por Alberto Bravo Araneda y ubicado en la intersección de las avenidas Rondizzoni y Mirador. El 7 de agosto de 1978 un grupo de 33 vendedores ambulantes de maní confitado constituyeron la Sociedad Comercial Copihue Limitada, estableciendo una red de carritos de venta de mote con huesillos en las calles de Santiago; la empresa quebró en 2021 y fue adquirida por Inversiones Rivera.
Es muy extendida su preparación doméstica para consumo familiar, partiendo de mote preparado y huesillos que solo necesitan ser rehidratados.